# Anonkoua-Kouté
Anonkoua-Kouté est un village en plein coeur de la ville d'Abidjan précisement nord-ouest de la commune d'Abobo,.